# エラスムス・ガウワー
エラスムス・ヘンリー・モーリシャス・ガウワー（Erasmus Henry Mauritius Gower、1830年  - 1903年）は英国の鉱山技師で、幕末・明治期のお雇い外国人。弟は長崎および箱館の領事を務めたエイベル・ガウワー。資料によっては、エラスマス・ガワー、ガウエル、ガワール、ガールなどとも記されている。

## 経歴
1830年7月22日、イタリアのリヴォルノに生まれる。
英国の炭坑で働いていたが、1857年にジャーディン・マセソン商会の炭坑技師となって上海へ渡り、1859年に来日。
1866年、弟のエイベルが箱館領事になると、共に蝦夷地に渡る。ここで、茅沼炭鉱の再開発を提案し、それが受け入れられて幕府に雇用された。茅沼炭鉱に敷設されたトロッコは日本最初の鉄道と言われている。
1867年、英国公使ハリー・パークス一行に同行して佐渡鉱山を視察、幕府より佐渡鉱山の再建計画立案を命ぜられて翌年佐渡に渡り、坑内排水用ポンプの設計・使用、火薬採鉱法の伝授などを試みたが、幕府の崩壊によって3ヶ月ほどで引揚げた。1869年、明治新政府に雇用され、再び佐渡鉱山の改革に務めた。竪坑の開削と運搬技術の改良に成果を上げたが、洋式製錬法の改革には失敗し、1873年に責任をとって辞任した。
その後高島炭鉱の近代化にあたり、1880年に日本を去った。
1903年12月16日、73歳で死亡した。